# Arroba de los Montes
Arroba de los Montes è un comune spagnolo di 471 abitanti situato nella comunità autonoma di Castiglia-La Mancia.